# Viaduc du Lignon
Le viaduc du Lignon est un viaduc routier situé entre les communes de Monistrol-sur-Loire et Saint-Maurice-de-Lignon, dans le département de la Haute-Loire, en France. Portant la route nationale 88 qui franchit la vallée encaissée du Lignon, il s'agit d'un pont à poutres mixte acier-béton, d'une longueur de 640 m pour une hauteur de 110 m.

## Histoire

### Conception
À l'initiation du projet, deux types d'ouvrages sont envisagés : d'une part, un viaduc en béton précontraint de section variable ; d'autre part, un viaduc mixte acier-béton de section constante. Au terme de la phase de consultation des entreprises, c'est la seconde solution qui est retenue, car elle s'avère être la plus économique.
L'interaction entre le futur viaduc et le vent a été l'un des problèmes majeurs traités lors de la phase de conception. Le Centre scientifique et technique du bâtiment a conduit des études sur l'écoulement des masses d'air à l'emplacement de l'ouvrage, afin de déterminer la direction et l'intensité du vent moyen et de caractériser les turbulences engendrées. Des simulations ont alors permis d'estimer les pressions supplémentaires exercées et d'évaluer la réponse de la structure aux sollicitations du vent.

### Construction
La construction du viaduc du Lignon s'étale de 1991 à 1993. Les travaux commencent par les terrassements au pied des futures piles et l'exécution des fondations. À la fin de ces travaux géotechniques, les piles sont progressivement élevées à l'aide de coffrages grimpants : une coulée de béton est effectuée tous les deux jours sur chacune des piles. Une fois les travaux sur les appuis du viaduc terminés, l'ossature métallique du tablier est progressivement poussée depuis la culée sur la rive nord, côté Monistrol-sur-Loire. C'est sur cette plate-forme de montage qu'arrivent par camion les poutres élémentaires de la charpente, fabriquées par l'entreprise Baudin-Châteauneuf à Châteauneuf-sur-Loire, et qu'elles sont soudées au tablier en cours de lançage. La construction se termine à l'automne 1993 par la coulée de la dalle de béton destinée et la pose des infrastructures routières. Le viaduc est livré à la circulation routière le 19 novembre 1993, avant d'être inauguré par le premier ministre Édouard Balladur le 25 février 1994.

## Caractéristiques

### Situation
L'ouvrage enjambe la vallée du Lignon, un affluent de la Loire : il se situe à l'aplomb du hameau de Pont-de-Lignon, à 150 m à l'est de la confluence des deux cours d'eau et du pont de Confolent. Au droit du viaduc passent l'ancienne route nationale 88, antérieure au doublement de la chaussée (2 × 2 voies) et la route départementale 461 venant de Beauzac.

### Géotechnique et appuis
Sur le plan géotechnique, différentes techniques de fondation ont été mises en œuvre pour asseoir les appuis du viaduc. Les culées sont fondées superficiellement sur le rocher granitique.

### Tablier
Le tablier du viaduc est constitué d'une ossature métallique surmontée d'une dalle en béton armé supportant la chaussée. La charpente métallique est faite de deux poutres en acier de hauteur constante égale à 3,5 m. Le tablier est composé de sept travées dont la longueur vaut 100 m, sauf pour les travées de rive, valant respectivement 75 m pour la travée au nord et 65 m pour celle au sud.
Les deux poutres sont reliées par des entretoises horizontales, également en acier, d'une longueur de 5,60 m et espacées régulièrement de 8,333 m, à l'exception de la travée de rive sud où elles sont distantes de 8,125 m.